# Чэнь Цзяньсин
Чэнь Цзяньси́н (кит. упр. 陈建新, пиньинь Chén Jiànxīn; род. 15 июня 1992, Пекин) — китайский кёрлингист на колясках.
В составе сборной Китая участник зимних Паралимпийских игр 2018, 2022. Чемпион зимних Паралимпийских игр 2018, 2022. Двукратный чемпион мира.
Играет на позиции третьего.

## Достижения
- Зимние Паралимпийские игры: золото (2018, 2022).
- Чемпионат мира по кёрлингу на колясках: золото (2021, 2025).

## Команды
| Сезон                                                                      | Четвёртый  | Третий        | Второй        | Первый      | Запасной                                 | Турниры              |
| -------------------------------------------------------------------------- | ---------- | ------------- | ------------- | ----------- | ---------------------------------------- | -------------------- |
| 2015—16                                                                    | Сунь Юйлун | Чэнь Цзяньсин | Yu Xinyue     | Xu Lichun   | Chen Tao тренер: Ru Xia                  | ЧМК 2016 (5 место)   |
| 2016—17                                                                    | Ван Хайтао | Лю Вэй        | Чэнь Цзяньсин | Xu Guangqin | Чжан Минлян тренер: Ли Цзяньжуй          | ЧМК 2017 (4 место)   |
| 2017—18                                                                    | Ван Хайтао | Чэнь Цзяньсин | Лю Вэй        | Ван Мэн     | Чжан Цян тренер: Юэ Циншуан              | ЗПИ 2018             |
| 2019—20                                                                    | Ван Хайтао | Чэнь Цзяньсин | Лю Вэй        | Ван Мэн     | Чжан Минлян тренер: Ли Цзяньжуй          | ЧМК 2020 (4 место)   |
| 2020—21                                                                    | Ван Хайтао | Чэнь Цзяньсин | Чжан Минлян   | Янь Чжуо    | Сунь Юйлун тренеры: Юэ Циншуан, Zhao Ran | ЧМК 2021             |
| 2021—22                                                                    | Ван Хайтао | Чэнь Цзяньсин | Чжан Минлян   | Янь Чжуо    | Сунь Юйлун тренер: Юэ Циншуан            | ЗПИ 2022             |
| 2024—25                                                                    | Ван Хайтао | Чэнь Цзяньсин | Чжан Минлян   | Ли Нана     | Чжан Цян тренеры: Li Jianrui, Юэ Циншуан | ЧМК 2025             |
| Кёрлинг на колясках среди смешанных пар (wheelchair mixed doubles curling) |            |               |               |             |                                          |                      |
| 2022—23                                                                    | Ван Мэн    | Чэнь Цзяньсин |               |             | тренер: Ru Xia                           | ЧМКСП 2023 (4 место) |

(скипы выделены полужирным шрифтом)